# Alexandra do Nascimento
Alexandra Priscila do Nascimento Martinez, född 16 september 1981 i Limeira, är en brasiliansk tidigare handbollsspelare. Hon är vänsterhänt och spelar i anfall som högersexa. Hon utsågs, som första spelare från Sydamerika, av IHF till Årets bästa handbollsspelare i världen 2012. Hon gjorde 786 mål på 204 landskamper för det brasilianska landslaget.

## Klubbkarriär
Do Nascimento började spela handboll på en skola vid tio års ålder. Från 18 års ålder spelade hon för São Paulo i tre år. Sommaren 2003 flyttade hon till österrikiska klubben Hypo Niederösterreich. Med sin österrikiska klubb vann hon mästerskapet och ÖHB-cupen 2004, 2005, 2006, 2007, 2008, 2009, 2010, 2011, 2012, 2013 och 2014. 2008 spelade hon med sin klubb i finalen i EHF Champions League. 2013 vann hon cupvinnarcupen i handboll. 
Den 14 februari 2014 meddelade Hypo Niederösterreich att Nascimento lämnar klubben och flyttar till rumänska HCM Baia Mare tillsammans med sin lagkamrat målvakten Bárbara Arenhart. Hon hade skrivit ett tvåårskontrakt med Baia Mare.  Från 2016 hade hon kontrakt med den ungerska Ipress Center-Vác. En säsong senare gick hon till Alba Fehérvár KC också i Ungern. Från 2019 till 2020 spelade Alexandra do Nascimento för Érd NK. Nascimento meddelade att slutet på hennes karriär närmade sig men hon tecknade trots detta ett kontrakt med franska Bourg-de-Péage Drôme HB.  I februari 2022 meddelade hon att hon var gravid och att hon avslutade sin karriär.

## Landslagskarriär
Med landslaget har hon deltagit i fem olympiska spel 2004, 2008, 2012, 2016 och 2020. Vid OS 2012 blev hon uttagen till All Star-laget. 2011 och 2013 vann hon Panamerikanska mästerskapet med landslaget och deltog i VM 2011 i sitt hemland och där blev hon den mest framgångsrika målskytten i VM 2011.  2011 deltog hon även i de 16:e panamerikanska spelen i Guadalajara, där hon vann guldmedaljen. Nascimento fick sin största merit vid VM 2013, där hon vann VM-titeln med Brasilien.

## Privatliv
Den 9 juli 2011 gifte hon sig med den chilenska Patrício Martinez.